# صخر (اسم)
صخر اسم علم مذكر عربي، يدلُّ استخدامه على العنف والقوة، ويكثر بين سكان المناطق الجبلية. وصخر: جمع صخرة، وهي الحجرة العظيمة التي لم يتكسر منها شيء. فإذا تكسرت صارت حجارة.